# 伊莱恩 (亚瑟王传说)
伊莱恩（英語：Elaine）是亚瑟王传说中众多登场女性所共有的一个名字。

## 湖中妖女
除了薇薇安（Viviane）、妮妙（Nimue）等以外，伊莱恩这个名字也被列在“湖中妖女”中登场的女性之一。她是Ban国王的妻子，并与其生下了兰斯洛特，在湖中妖女的首领薇薇安俘走襁褓中的兰斯洛特后，伊莱恩便与湖中妖女的其他姐妹一同在湖中孕育了高贵的骑士—兰斯洛特爵士。

## 圣杯少女
伊莱恩是渔人王佩莱斯（Pelles）之后代，同时也是守护圣杯的一位少女。
因为伊莱恩当时被民众评为“这个国家最美丽的女性”时，令摩根勒菲女爵恨之入骨，她便利用魔法将伊莱恩囚禁起来，让她受在热锅里煎熬的痛苦，最后她被兰斯洛特爵士给救了出来，随后伊莱恩便爱上了他。因为兰斯洛特一直深爱的人是亚瑟王的妻子—桂妮薇儿王后，所以伊莱恩知道兰斯洛特根本不会爱上她，于是她便去寻求其父（也有传说描述伊莱恩是渔人王佩莱斯的孙女）渔人王佩莱斯的帮助，佩莱斯将她变化为桂妮薇儿的模样与兰斯洛特同床共枕，后来生下了私生子加拉哈德。兰斯洛特知道真相后离伊莱恩而去，同时这件事也激怒了桂妮薇儿王后，她为了袒护兰斯洛特一怒之下将伊莱恩赶出了卡美洛宫廷。

## 亚斯特兰特的少女

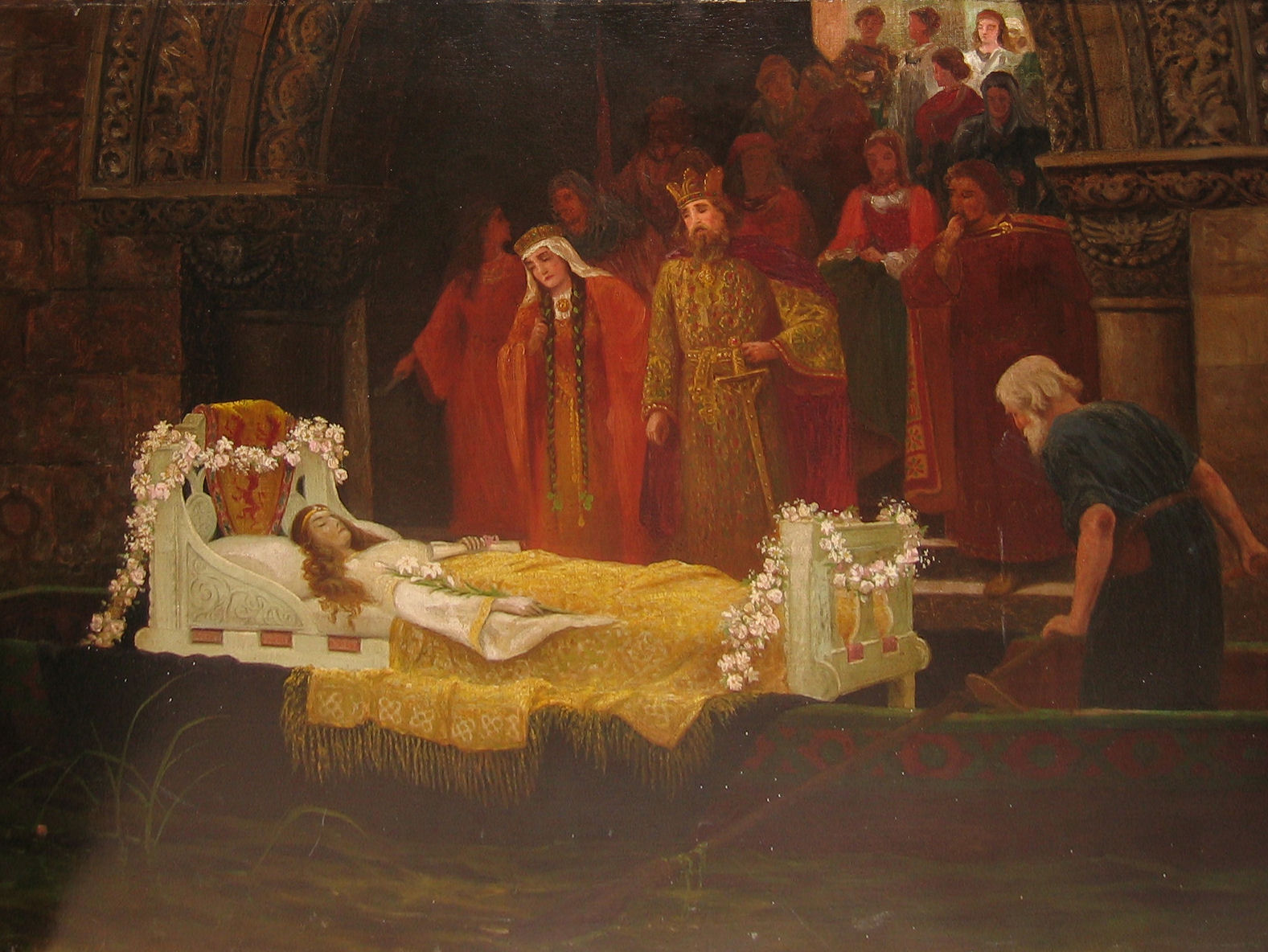
画中描述亚瑟王及众圆桌骑士正在护送准备运出卡美洛的装有伊莱恩遗体的船只。

来自亚斯特兰特的少女—伊莱恩是一位圆桌骑士的妹妹。有一天，她女扮男装前来参加卡美洛的骑马枪击比赛而爱上了兰斯洛特。伊莱恩借来了兄长的盔甲，并将自己爱的证明，其兄长盔甲上的一条红披巾送给了兰斯洛特，但兰斯洛特从未带过那条象征着贵妇人爱的证明的红披巾，伊莱恩知道自己女扮男装送红围巾的事不妥而深刻反思。一场比赛后，兰斯洛特不慎身受重伤，直到兰斯洛特痊愈后他依然没有接受伊莱恩的关心及帮助。后来。伊莱恩废寝忘食，抑郁而终。在给兰斯洛特的遗书中，她要求让兰斯洛特将装有她遗体的船只朝卡美洛外流去。发现此事的亚瑟王及圆桌骑士们纷纷为伊莱恩的悲恋而留下了眼泪。

## 妖妃伊莱恩
伊莱恩是亚瑟王同母异父的姐姐，也是尼德雷斯王的妻子。其父为康沃尔公爵—格洛斯，其母为伊格赖因，她有两个亲姐妹，是摩高斯与摩根勒菲。伊莱恩与她的两个妖妃姐姐比起来，她的背景故事不是很多。

## 佩里诺尔国王之女
伊莱恩是佩里诺尔国王（King Pellinore）的女儿，但佩里诺尔国王却从没和自己的女儿见过一次面。佩里诺尔国王知道自己的女儿在湖中妖女手中时，自己前去冒险救出女儿，在途中，他遇到一位急需帮助的少女，但佩里诺尔国王却见死不救而害死了她。后来他从魔法师梅林那听说那时候的少女就是她的女儿时，佩里诺尔国王懊悔不已。然而佩里诺尔国王冒险救出的少女竟然是妮妙（Nimue），由于佩里诺尔国王所犯下的错误，纵使妮妙将梅林永远囚禁了起来。